# Vondel Prize
De Vondel Prize is een Britse literaire prijs voor naar de Engelse taal vertaalde Nederlandstalige boeken.
De prijs wordt sinds 1996 door de Society of Authors uitgereikt en gesponsord door het Nederlands Letterenfonds. Hij werd vernoemd naar de 17de-eeuwse Nederlandse schrijver Joost van den Vondel. Aan de prijs is een bedrag van 5.000 euro verbonden.

## Winnaars
- 1996: Stacey Knecht voor The Great Longing van Marcel Möring
- 1999: Ina Rilke voor Roads to Santiago van Cees Noteboom en The Virtuoso van Margriet de Moor
- 2001: Hester Velmans voor A Heart of Stone van Renate Dorrestein
- 2003: Sam Garrett voor The Rider van Tim Krabbé
- 2005: Diane Webb voor Colors Demonic & Divine: Shades of Meaning in the Middle Ages & After van Herman Pleij
- 2007: Susan Massotty voor My Father’s Notebook van Kader Abdolah
- 2009: Sam Garrett voor Ararat: In Search of the Mythical Mountain van Frank Westerman
- 2011: Paul Vincent voor My Little War van Louis Paul Boon
- 2013: David Colmer voor The Misfortunates van Dimitri Verhulst
- 2015: Donald Gardner voor In Those Days van Remco Campert en Laura Watkinson voor The Letter for the King van Tonke Dragt
- 2017: David McKay voor War and Turpentine van Stefan Hertmans
- 2019: Michele Hutchison voor Stage Four van Sander Kollaard
- 2021: David Doherty voor Summer Brother van Jaap Robben
- 2024: Kristen Gehrman voor The History of My Sexuality van Tobi Lakmaker